# Breza (Trebnje, Slovenija)
Breza je naselje u slovenskoj Općini Trebnju. Breza se nalazi u pokrajini Dolenjskoj i statističkoj regiji Jugoistočnoj Sloveniji. 

## Stanovništvo
Prema popisu stanovništva iz 2002. godine naselje je imalo 83 stanovnika.